# Cantalapiedra (kommun)
Cantalapiedra är en kommun i Spanien.   Den ligger i provinsen Provincia de Salamanca och regionen Kastilien och Leon, i den centrala delen av landet, 150 km nordväst om huvudstaden Madrid. Antalet invånare är 1 085.